# ناصر جحفلي
ناصر جحفلي مواليد 9 يوليو 1989 في الرياض ، السعودية، هو لاعب كرة قدم سعودي.

## مسيرة اللاعب
كانت بداياته مع نادي الهلال في الفئات السنية و لعب بعدها في أندية نجد والباطن والحزم و في عام 2016 وقع مع نادي القادسية و لكنه فسخ عقده مع القادسية و وقع مع نادي النهضة و إنتقل إلى نادي الكوكب عام 2017 و لعب في نادي الأنوار.

## الحياة الشخصية
و هو شقيق كل من محمد جحفلي لاعب نادي الهلال وعامر جحفلي لاعب أولمبي النصر السابق .